# Willis Carto
Willis Allison Carto, född 17 juli 1926 i Fort Wayne, Indiana, död 26 oktober 2015 i Virginia, var en amerikansk högerpopulist bekant inom historierevisionism och förintelseförnekelse. Willis Carto har genom åren legat bakom eller medverkat inom många amerikanska högerextrema organisationer som National Youth Alliance, Liberty Lobby, Noontide Press, Institute for Historical Review, Populist Party, The Barnes Review och American Free Press.